# Edvin Marton

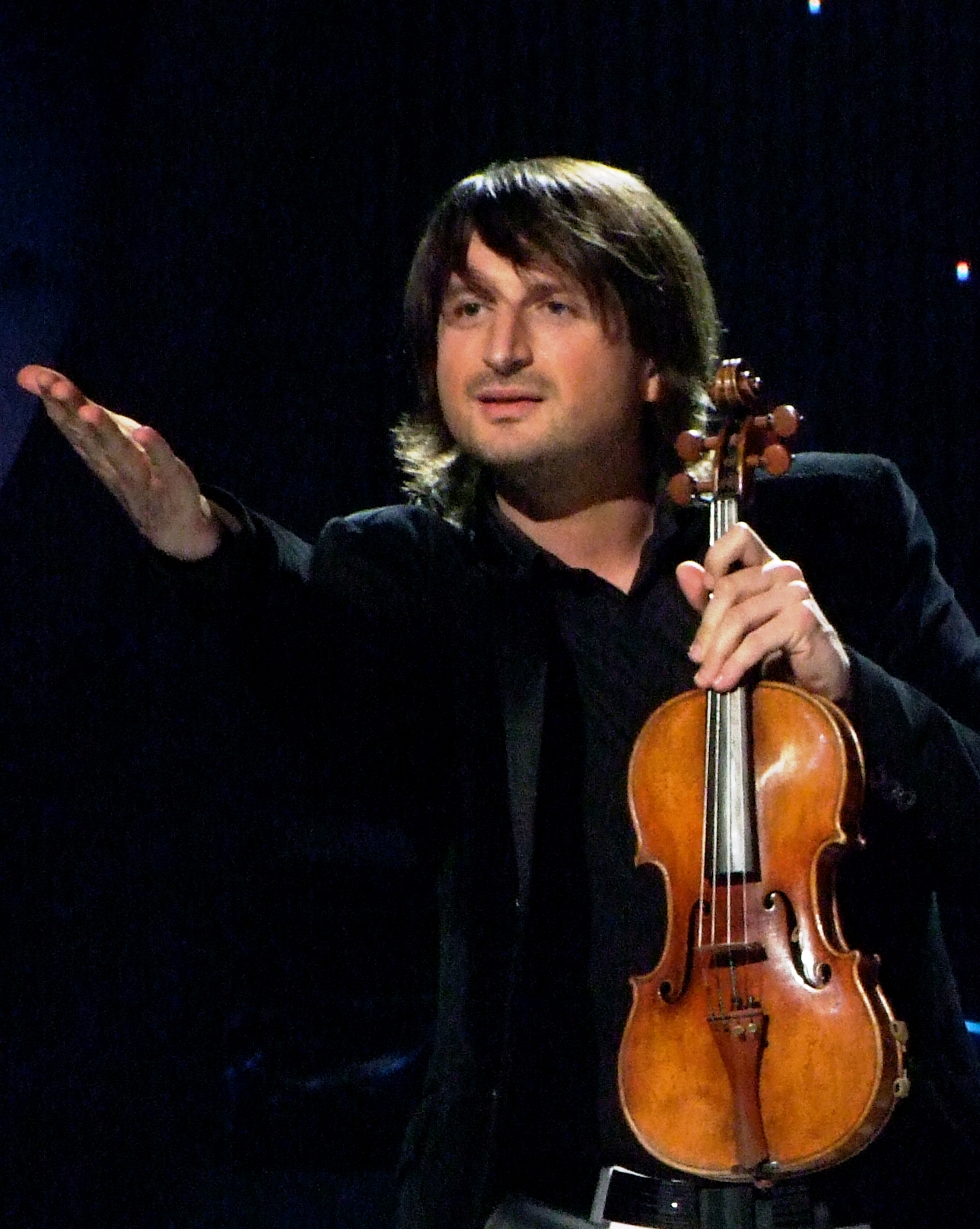
Edvin Marton

Edvin Marton (adevăratul său nume fiind Lajos Edvin Csűry; n. 17 februarie 1974, Vîlok, Raionul Vînohradiv, RSS Ucraineană, URSS) este un compozitor și violonist maghiar. El a devenit cunoscut ca violonist pentru patinatori, devenind cunoscut prin colaborarea cu patinatori precum Evgeni Plushenko și Stephane Lambiel.